# انجمن فیزیک ایران
انجمن فیزیک ایران در فروردین ۱۳۱۰، با راهنمایی دکتر محمود حسابی، و با هدف بهبود و گسترش دانش فیزیک در ایران با نام اولیه جمعیت فیزیک و شیمی ایران راه‌اندازی شد و در آزمایشگاه فیزیک دانشکده علوم دانشسرای عالی آغاز به‌کار کرد.

اعضای هیئت مؤسس عبارت بودند از علی اصغر آزاد، اردشیر اردلان، پرویز اسدی، بیوک الستی، ماشاالله پور منصوری، یوسف ثبوتی، کمال‌الدین جناب، کامبیز سینا، مصطفی شهرتاش، محمود عرب اوف، محسن علوی‌نژاد و نصرت‌الله واحدی فربدی که با کوشش این هیئت، نخستین سمینار آموزش فیزیک در دانشگاه‌ها و مؤسسات آموزش عالی با ریاست آقای دکتر محمود حسابی برگزار گردید. دفتر این انجمن در همکف ساختمان خیام دانشکده فیزیک دانشگاه تهران واقع شده‌است.

## برگزارکننده
- کنفرانس سالانه فیزیک ایران
- گردهمایی سراسری فیزیک ایران
- کنفرانس ماده چگال انجمن فیزیک ایران
- کنفرانس فیزیک ذرات و میدان‌ها
- کنفرانس فیزیک محاسباتی ایران
- همایش سالانه ملی گرانش و کیهان‌شناسی
- کنفرانس کنفرانس دینامیک شاره‌ها
- کنفرانس رشد بلور ایران
- کنفرانس فیزیک آماری، ماده چگال نرم و سیستم‌های پیچیده
- کنفرانس فیزیک ریاضی ایران
- گردهمایی پاییزه انجمن فیزیک ایران
- کنفرانس ملی شتابگرهای ذرات و کاربردهای آن
- کنفرانس ملی اطلاعات و محاسبات کوانتومی
- کنفرانس سیستم‌های آماری غیر تعادلی
- کنفرانس ملی پیشرفت‌های ابررسانایی
- کنفرانس ملی نانوساختارها و گرافین
- کنفرانس سیستم‌های بس‌ذره‌ای
- گردهمایی بانوان در فیزیک ایران
- گردهمایی سالانه دانش‌آموزی فیزیک ایران
- جلسات ماهانه باشگاه فیزیک (در ۱۱ شهر ایران)
- رویداد روز فیزیک
- گردهمایی گرانش و ذرات شمال شرق کشور
- مدرسه پلاسمای کوارک
- مدرسه فیزیک قطعات نانو
- کارگاه یادگیری ماشین در فیزیک
- کارگاه آموزش روش‌های فیزیک تجربی
- سلسله کارگاه‌های محاسبات سریع و تورین
- کارگاه گرانش و ذرات

## اهداف انجمن فیزیک
الف. ایجاد و تحکیم روابط علمی و تحقیقاتی در زمینه فیزیک بین فیزیکدانان و بین هیئت آموزشی مؤسسات آموزش عالی کشور.

ب. کوشش در جهت اعتلای سطح آموزش فیزیک در کشور.

پ. کوشش در جهت بالا بردن سطح دانش و اطلاعات هیئت آموزشی فیزیک.

ت. آشنا کردن معلمان فیزیک با تازه‌ترین روش‌های آموزشی.

ث. همکاری با مقامات مسئول در تحقیق و ارزشیابی مستمر و تجدیدنظر در برنامه‌ها و کتب درسی و هماهنگ‌کردن اصطلاحات علمی به منظور بهبود وضع تدریس فیزیک.

ج. برقراری ارتباط با مؤسسات علمی سایر کشورها و مجامع بین‌المللی به منظور همکاری و آگاهی از پیشرفت‌های حاصل در امر آموزش و پژوهش فیزیک در آن کشورها.

چ. انتشار نشریاتی که حاوی آخرین تحولات و تازه‌های علمی در رشته فیزیک و نشر اخبار فیزیک در کشور باشد.

ح. آگاه کردن سایر کشورها از پیشرفت‌های آموزشی و پژوهشی فیزیک در ایران از طریق چاپ و انتشار جزوه‌ها و رساله‌ها.

خ. ایجاد ارتباط دایمی میان فیزیکدانان کشور به منظور تبادل نظر در آموزش و پژوهش فیزیک.

د. تشکیل کنفرانس‌ها و سمینارهای علمی و آموزشی (فصلی یا سالیانه).

ذ. تجلیل و قدردانی از محققان و مدرسان ممتاز فیزیک کشور که به پیشرفت‌های علمی شایسته‌ای نایل شده‌اند و همچنین کسانی که به نحوی خدمات برجسته‌ای در پیشبرد هدف‌های انجمن انجام داده‌اند.

ر. بزرگداشت دانشمندان مشهور فیزیک جهان.

ز. هرگونه بررسی در مسایلی که به پیشرفت فیزیک در کشور کمک کند و تسلیم نتیجه بررسی به شکل پیشنهاد به مقامات ذی‌ربط.

ژ. ایجاد و تحکیم ارتباط فیزیکدانان با صنایع کشور.

## انواع عضویت‌ها
عضویت در انجمن فیزیک ایران شامل انواع زیر می‌باشد:

### عضویت پیوسته
شامل افرادی می‌باشد که مدرک تحصیلی آن‌ها حداقل کارشناسی ارشد در رشته فیزیک یا رشته‌های مرتبط است. این اعضاء دارای حق رأی در مجمع عمومی انجمن می‌باشند.

### عضویت وابسته
مخصوص افرادی است که مدرک تحصیلی آن‌ها کارشناسی فیزیک یا رشته‌های مرتبط است.

### عضویت افتخاری
از بین دانشمندان ایرانی و غیر ایرانی که دارای مطالعات و تحقیقات علمی ممتاز بوده که با پیشنهاد هیئت مدیره توسط مجمع عمومی انتخاب می‌شوند.

### عضویت دانشجویی
کلیه افراد علاقه‌مند که دانشجوی رشته فیزیک یا رشته‌های مرتبط باشند می‌توانند به عضویت دانشجویی انجمن درآیند.

### عضویت مؤسساتی

#### عضویت سازمانی
مخصوص مؤسسات علمی و تحقیقاتی است که فعالیت و حرفه آن‌ها در ارتباط با علم فیزیک باشد.

#### عضویت حمایتی
مخصوص مؤسساتی است که فعالیت آن‌ها الزاماً در ارتباط با علم فیزیک نیست اما این مؤسسات مایل به حمایت از انجمن فیزیک ایران و استفاده از خدمات علمی و فرهنگی انجمن هستند. نام این مؤسسات در خبرنامه‌ها، بروشورها و مقاله‌نامه‌های کنفرانس‌های انجمن به عنوان «مؤسسات حامی» درج خواهد شد. اعضای سازمانی نیز می‌توانند متقاضی عضویت حمایتی شوند.

## تصمیمات و اجرائیات
عالی‌ترین مرجع تصمیم‌گیری در انجمن مجمع عمومی است که هر ساله از گردهمایی اعضای پیوسته، تشکیل می‌شود.
فعالیت‌های انجمن زیرنظر هیئت مدیره‌ای که توسط مجمع عمومی برای دوره سه ساله از میان اعضای پیوسته انتخاب می‌شود، انجام می‌گیرد.

## اعضای هیئت مدیره انجمن فیزیک
هیئت مدیره دوره اول (۱۳۶۴):
دکتر رضا منصوری، دانشگاه صنعتی شریف (رئیس) /
دکتر سیدمحمد امینی، دانشگاه صنعتی اصفهان (خزانه دار) /
دکتر یوسف ثبوتی، مرکز تحصیلات تکمیلی در علوم پایه زنجان /
دکتر محمدتقی توسلی، دانشگاه تهران /
دکتر مهدی گلشنی، دانشگاه صنعتی شریف
هیئت مدیره دوره دوم (۱۳۶۵):
دکتر رضا منصوری، دانشگاه صنعتی شریف (رئیس) /
دکتر یوسف ثبوتی، مرکز تحصیلات تکمیلی در علوم پایه زنجان /
دکتر مهدی گلشنی، دانشگاه صنعتی شریف /
دکتر سیدمحمد امینی، دانشگاه صنعتی اصفهان /
دکتر محمدتقی توسلی، دانشگاه تهران
هیئت مدیره دوره سوم (۱۳۶۷):
دکتر یوسف ثبوتی، مرکز تحصیلات تکمیلی در علوم پایه زنجان (رئیس) /
دکتر منیژه رهبر، دانشگاه تهران /
دکتر سیدمحمد امینی، دانشگاه صنعتی اصفهان /
دکتر مهدی گلشنی، دانشگاه صنعتی شریف /
دکتر عزت‌الله ارضی، دانشگاه تهران
هیئت مدیره دوره چهارم (۱۳۶۹–۱۳۷۲):
دکتر رضا منصوری، دانشگاه صنعتی شریف (رئیس) /
دکتر اعظم پور قاضی، دانشگاه اصفهان (نایب رئیس) /
دکتر حبیب تجلی، دانشگاه تبریز (خزانه دار) /
دکتر مهدی صفا اصفهانی، دانشگاه صنعتی اصفهان /
دکتر مجتبی جعفرپور، دانشگاه شهیدچمران اهواز
هیئت مدیره دوره پنجم (۱۳۷۲–۱۳۷۵):
دکتر رضا منصوری، دانشگاه صنعتی شریف (رئیس) /
دکتر منیژه رهبر، دانشگاه تهران (نایب رئیس) /
دکتر اعظم پور قاضی، دانشگاه اصفهان (خزانه دار) /
دکتر مجتبی جعفرپور، دانشگاه شهید چمران اهواز /
دکتر محمدتقی توسلی، دانشگاه تهران
هیئت مدیره دوره ششم (۱۳۷۵–۱۳۷۸):
دکتر یوسف ثبوتی، مرکز تحصیلات تکمیلی در علوم پایه زنجان (رئیس) /
دکتر منیژه رهبر، دانشگاه تهران (نایب رئیس) /
دکتر عزت‌الله ارضی، دانشگاه تهران (خزانه دار) /
دکتر محمدتقی توسلی، دانشگاه تهران /
دکتر محمد لامعی رشتی، سازمان انرژی اتمی ایران
هیئت مدیره دوره هفتم (۱۳۷۸–۱۳۸۱):
دکتر رضا منصوری، دانشگاه صنعتی شریف (رئیس) /
دکتر حسام الدین ارفعی، دانشگاه صنعتی شریف (نایب رئیس) /
دکتر عزت‌الله ارضی، دانشگاه تهران (خزانه دار) /
دکتر حبیب تجلی، دانشگاه تبریز /
دکتر اعظم پور قاضی، دانشگاه اصفهان
هیئت مدیره دوره هشتم (۱۳۸۱ – ۱۳۸۴):
دکتر رضا منصوری، دانشگاه صنعتی شریف (رئیس) /
دکتر حسام الدین ارفعی، دانشگاه صنعتی شریف (نایب رئیس) /
دکتر احمد شریعتی، دانشگاه الزهرا (خزنه دار) /
دکتر حبیب تجلی، دانشگاه تبریز /
دکتر جمشید قنبری، دانشگاه فردوسی مشهد
هیئت مدیره دوره نهم (۱۳۸۴–۱۳۸۷):
دکتر عزت‌الله ارضی، دانشگاه تهران (رئیس) /
دکتر مجتبی جعفرپور، دانشگاه شهیدچمران اهواز (نایب رئیس) /
دکتر جمشید قنبری، دانشگاه فردوسی مشهد (خزانه دار) /
دکتر صمد سبحانیان، دانشگاه تبریز /
دکتر محمدرضا رحیمی‌تبار، دانشگاه صنعتی شریف /
دکتر محمدرضا اسکندری، دانشگاه شیراز
هیئت مدیره دوره دهم (۱۳۸۷–۱۳۹۰):
دکتر هادی اکبرزاده، دانشگاه صنعتی اصفهان (رئیس) /
دکتر سعدالله نصیری قیداری، دانشگاه زنجان (نایب رئیس) /
دکتر محمدرضا اجتهادی، دانشگاه صنعتی شریف (خزانه دار) /
دکتر عزت‌الله ارضی، دانشگاه تهران /
دکتر فرهاد اردلان، دانشگاه صنعتی شریف
هیئت مدیره دوره یازدهم (۱۳۹۰–۱۳۹۳): دکتر هادی اکبرزاده، دانشگاه صنعتی اصفهان (رئیس)/ دکتر سعدالله نصیری قیداری، دانشگاه زنجان (نایب رئیس)/ دکتر محمدرضا اجتهادی، دانشگاه صنعتی شریف (خزانه دار)/ دکتر اعظم ایرجی زاد، دانشگاه صنعتی شریف/ دکتر حمیدرضا مشفق، دانشگاه تهران
هیئت مدیره دوره دوازدهم (۱۳۹۶–۱۳۹۳): دکتر شاهین روحانی، دانشگاه صنعتی شریف (رئیس)/ دکتر حمیدرضا مشفق، دانشگاه تهران (نایب رئیس)/ دکتر رضا عسگری، پژوهشگاه دانش‌های بنیادی (خزانه دار)/ دکتر فرهنگ لران، دانشگاه صنعتی اصفهان/ دکتر اعظم ایرجی زاد، دانشگاه صنعتی شریف/ دکتر ایرج کاظمی نژاد، دانشگاه شهید چمران اهواز/ دکتر احسان ندایی اسکوئی، دانشگاه تحصیلات تکمیلی در علوم پایه زنجان
هیئت مدیره دوره سیزدهم (۱۳۹۹–۱۳۹۶): دکتر محمدرضا اجتهادی، دانشگاه صنعتی شریف (رئیس)/ دکتر محمود پیامی شبستر، سازمان انرژی اتمی ایران (نایب رئیس)/ دکتر رضا عسگری، پژوهشگاه دانشهای بنیادی (خزانه دار)/ دکتر علیرضا ذاکر مشفق، دانشگاه صنعتی شریف/ دکتر فاطمه شجاعی با غینی، دانشگاه تهران/ دکتر رسول رکنی زاده، دانشگاه اصفهان/ دکتر علیرضا آقائی، دانشگاه سیستان و بلوچستان

## شاخه دانشجویی
این شاخه از انجمن فیزیک در سال ۱۳۷۴ شروع به کار نموده و فعالیت‌های آن به شرح زیر است:

الف) برگزاری گردهمایی سالانهٔ دانش آموزی فیزیک

ب) برگزاری جشنوارهٔ سالانه فیزیک

ج) برگزاری دوره‌ها و کارگاه‌های آموزشی

د) برگزاری باشگاه فیزیک

ه) برگزاری مراسم روز فیزیک